# Stereotyp

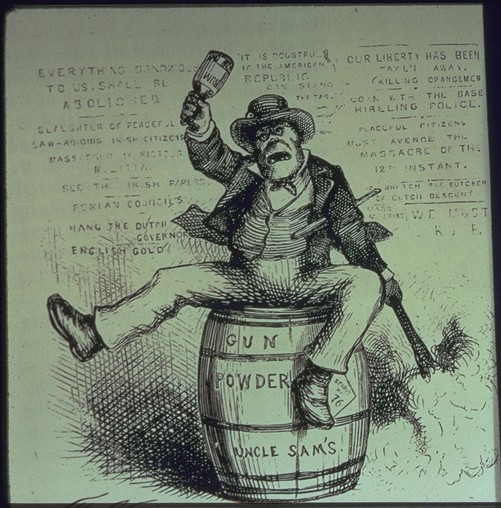
Stereotyp eines Iren: Auf einem Pulverfass sitzend, Parolen verkündend und Rum trinkend. 1871 veröffentlichte amerikanische Karikatur von Thomas Nast in Harper’s Weekly

Ein Stereotyp (altgriechisch στερεός stereós, deutsch ‚fest, haltbar, räumlich‘ und τύπος týpos, deutsch ‚Form, in dieser Art, -artig‘) ist eine im Alltagswissen präsente Beschreibung von Personen oder Gruppen, die einprägsam und bildhaft ist: Sie vereinfacht einen als typisch behaupteten Sachverhalt und bezieht sich auf diesen. Stereotype sind gleichzeitig relativ starre, überindividuell geltende beziehungsweise weit verbreitete Vorstellungsbilder.
Eingeführt wurde der Begriff 1922 von Walter Lippmann. Seine Arbeit Die öffentliche Meinung (Public Opinion) war bahnbrechend für die Stereotypenforschung. In seinem Verständnis wird das Stereotyp als „eine erkenntnis-ökonomische Abwehreinrichtung gegen die notwendigen Aufwendungen einer umfassenden Detailerfahrung“ definiert. Lippmann versteht unter Stereotypen „verfestigte, schematische, objektiv weitgehend unrichtige kognitive Formeln, die zentral entscheidungserleichternde Funktion in Prozessen der Um- und Mitweltbewältigung haben“.
Im Gegensatz zu einem (veralteten, rasterhaften) Klischee sind Stereotype rein auf Personen(gruppen) bezogen. Im Gegensatz zum Vorurteil, welches eine generelle Haltung ausdrückt, sind Stereotype jeweils Teil einer unbewussten und teils sogar automatischen kognitiven Zuordnung, sie können auch positiv gemeint sein.

## Sprachverwendung und Begriffsgebrauch
Das Stereotyp stammt wie das Klischee aus einem Fachausdruck der Drucktechnik und bezeichnet wiederholte, vorgefertigte Drucktexte. Stereotype sind verbalisierbar, sie erlauben allein durch die Nennung des stereotypen Begriffs den zugehörigen komplexen Inhalt schnell präsent zu machen. Dabei ist die Kategorisierung von Personen anhand bestimmter Merkmale (wie z. B. Haartracht, Hautfarbe, Alter, Geschlecht) ein für Menschen völlig normaler, schnell und nahezu automatisch ablaufender Prozess. Die automatische Aktivierung von Stereotypen sind im Bereich der sozialen Kognition von großem Interesse. Der breit und interdisziplinär angewendete Begriff ist nicht einheitlich im Sinne einer exakten Operationalisierung definiert. Zu den verwandten Begriffen im Wortfeld gehören unter anderem Vorurteil – Klischee – Schema – Frame – und Schimpfwort. Das Image, das erst in den 1950er Jahren aufkam, betrifft hingegen eine kurzlebigere, aber umfassendere bildhafte Vorstellung einer Gruppe oder Person. Das Image wird durch eigene Erfahrungen aufgebaut, es muss vom Imageträger auch gepflegt werden; das anhand weniger Worte und Aspekte festgemachte Stereotyp gehört zum öffentlichen Bewusstsein und ist Teil der Sozialisation.
Während Lippmann und seine Nachfolger den Begriff Stereotyp im abwertenden Sinn gebrauchten, als eine sachlich unbegründete und sozial schädliche Vorstellung, betont die heutige Stereotypenforschung die kognitive Komponente der Stereotype. Dabei hat sich gezeigt, dass die Stereotypengenauigkeit (stereotype accuracy), das heißt die Übereinstimmung von Stereotyp und Wirklichkeit auf Gruppenebene, sehr hoch ist. Untersuchungen von Lee Jussim, Thomas R. Cain und anderen Forschern in den USA ergaben eine durchschnittliche Korrelation von Stereotypen mit der Wirklichkeit anhand von empirischen Befunden (psychologische Messungen, demographische und soziologische Daten) von r = 0,7 bei ethnischen Stereotypen (Schwarze, Weiße, Asiaten) und von r = 0,75 bei den Geschlechterstereotypen. Das bedeutet einen mittleren bis starken statistischen Zusammenhang von Stereotypen und Wirklichkeit. Der Einfluss der Übereinstimmung mit der Wirklichkeit auf die Stereotype ist größer als der der Voreingenommenheit der Probanden oder der Effekt der sich selbsterfüllenden Prophezeiung. Die Stereotypengenauigkeit ist größer als die der Einschätzungen von Individuen über ethnische Gruppen bzw. die Geschlechter oder als die Vorhersagekraft von sozialpsychologischen Theorien.

## Sozialwissenschaftliche Verwendung
Am geläufigsten ist die Verwendung des Begriffes in einem sozialwissenschaftlichen Kontext. Hier beruhen Stereotype auf Abgrenzung und der Bildung von Kategorien um Personengruppen, denen Komplexe von Eigenschaften oder Verhaltensweisen zugeschrieben werden. Damit grenzen sie sich klar von Schemata ab, die nicht primär soziale Informationen beinhalten (z. B. Prototypen). Stereotype sind des Weiteren (im Gegensatz zu Soziotypen) vor allem dadurch gekennzeichnet, dass sie oft besonders abgegrenzte und offensichtliche Eigenschaften karikierend hervorheben und z. T. falsch verallgemeinern. Eine dermaßen vereinfachte Repräsentation anderer Personengruppen erleichtert die alltäglichen Interaktionen mit unbekannten Personen sehr. Durch äußere Merkmale (z. B. Alter, Kleidung, Auftreten, Geschlecht) ausgelöste Stereotype dienen als Hinweisstrukturen für erwartete und zu erwartende Verhaltensweisen (→ selbsterfüllende Prophezeiung). Die dadurch gewährleistete Vereinfachung hat jedoch auch Nachteile und kann z. T. soziale Ungleichheiten manifestieren. Sobald Merkmale wie das Geschlecht oder die Hautfarbe mit negativen Bewertungen besetzt sind, welche die Interaktionsmöglichkeiten von Personen in vielen Lebensbereichen deutlich begrenzen, spricht man von Vorurteilen.
In der psychiatrischen Medizin bezeichnet man Verhaltensweisen oder Bewegungen als Stereotypien, die unabhängig von der konkreten Umweltsituation häufig und meist scheinbar sinnlos wiederholt werden.
Im Gegensatz dazu stehen Vorurteile – einerseits als abstrakt-allgemeine Vorurteile, andererseits als Einstellung gegenüber Individuen. Stereotype dagegen beinhalten nicht per se eine (negative oder positive) Bewertung, sie reduzieren Komplexität und bieten auch Identifikationsmöglichkeiten.
Angeregt von postkolonialistischen Studien wird in Psychologie und Sozialwissenschaften mittlerweile diskutiert, inwiefern auch wissenschaftliche Konzepte aufgrund ihrer komplexitätsreduzierenden Funktion zu problematischen Stereotypisierungen und Vorurteilen beitragen können. Beispiele dafür finden sich in kulturvergleichenden Studien, in denen etwa pauschal so genannte „individualistische“ von so genannten „kollektivistischen“ Kulturen unterschieden werden und anhand weiterer vermeintlicher „Nationalcharakteristika“ oder „Kulturmerkmale“ markiert und differenziert werden. Entsprechende Unterscheidungen können auch in der Wissenschaft soziohistorisch gewachsenen und oftmals unzureichend reflektierten ethnozentrischen Sichtweisen entspringen.

## Volkskunde
Stereotype sind nach Albrecht Lehmann relativ starre, überindividuell geltende Vorstellungsbilder. Diese beziehen sich als Eigen- wie als Fremdstereotyp auf Personen und Personengruppen, Nationen, Ethnien, „Rassen“, soziale Gruppen, Religionen, Regionen, Kulturlandschaften und so fort. Was als Stereotyp bezeichnet wird, entsteht in der Wahrnehmung und Bewertung eines Detail, welches in unkritischer Überverallgemeinerung einer tatsächlich gegebenen Wirklichkeit verwendet wird. Stereotype dienen dazu, komplexe Realität zu vereinfachen und neu zu ordnen. Dergestalt fungieren sie als Identifikationsangebot und können den Zusammenhalt von „Gruppen“ unterschiedlicher Form und Größe fördern, von der Familie bis zum supranationalen Bündnis. Die Volkskunde betrachtet Grundlagen der Stereotype in ihren diversen kulturellen Umfeldern und sucht die Auswirkungen tradierter Stereotype in die Gegenwart anhand von Themen wie Tourismus, politische Beziehungen, Nahrungsverhalten und interkulturelle Kommunikation zu erkennen.
Zu den Methoden gehören unter anderem Befragen und Medienauswertungen. Stereotype und Ethnophaulismen wie deutsche Krautesser, französische Gecken und niederländische Händler und Geizkragen kursieren teilweise schon seit Jahrhunderten und sind unter anderem in Karikaturen und Gebrauchsgrafiken aus dem 18. Jahrhundert nachzuweisen. Die regelmäßig und ausführlich in den Schriften des Geographen Johann Gottfried Gregorii alias Melissantes dokumentierten Stereotype des frühen 18. Jahrhunderts belegen die Zeitstabilität einzelner Vorstellungen über Volksgruppen, wenn er beispielsweise über die modebewussten Franzosen, die auf monetäre Vorteile bedachten Schweizer oder die heißblütigen Italiener schreibt. Die entsprechenden Zuordnungen sind unter anderem bei Mangas wie Hetalia: Axis Powers oder Comics wie Polandball bis in die Gegenwart gängig und wirksam.

## Historische Stereotypenforschung
Nach dem Historiker und Osteuropaspezialisten Hans Henning Hahn sind Stereotype verfestigte kollektive Zuschreibungen mit vorwiegend emotionalem Gehalt, die nur in ihren sprachlichen bzw. bildlichen Repräsentationen zu fassen sind. Die Stereotypenforschung versucht nicht, den Wahrheitsgehalt von Stereotypen zu ermitteln oder zu widerlegen, sondern ihre Funktion und Wirkung in gesellschaftlichen Diskursen, die Genese, Funktion und Wirkung von Stereotypen bei kollektiver Identitätsbildung zu deuten. Die Wechselwirkung zwischen selbstzugeschriebenen Autostereotypen und fremdzugeschriebenen Heterostereotypen ist dabei von besonderem Interesse, was Hahn unter anderem am Beispiel der Sudetendeutschen betrachtet.

## Literatur und Sprachwissenschaft

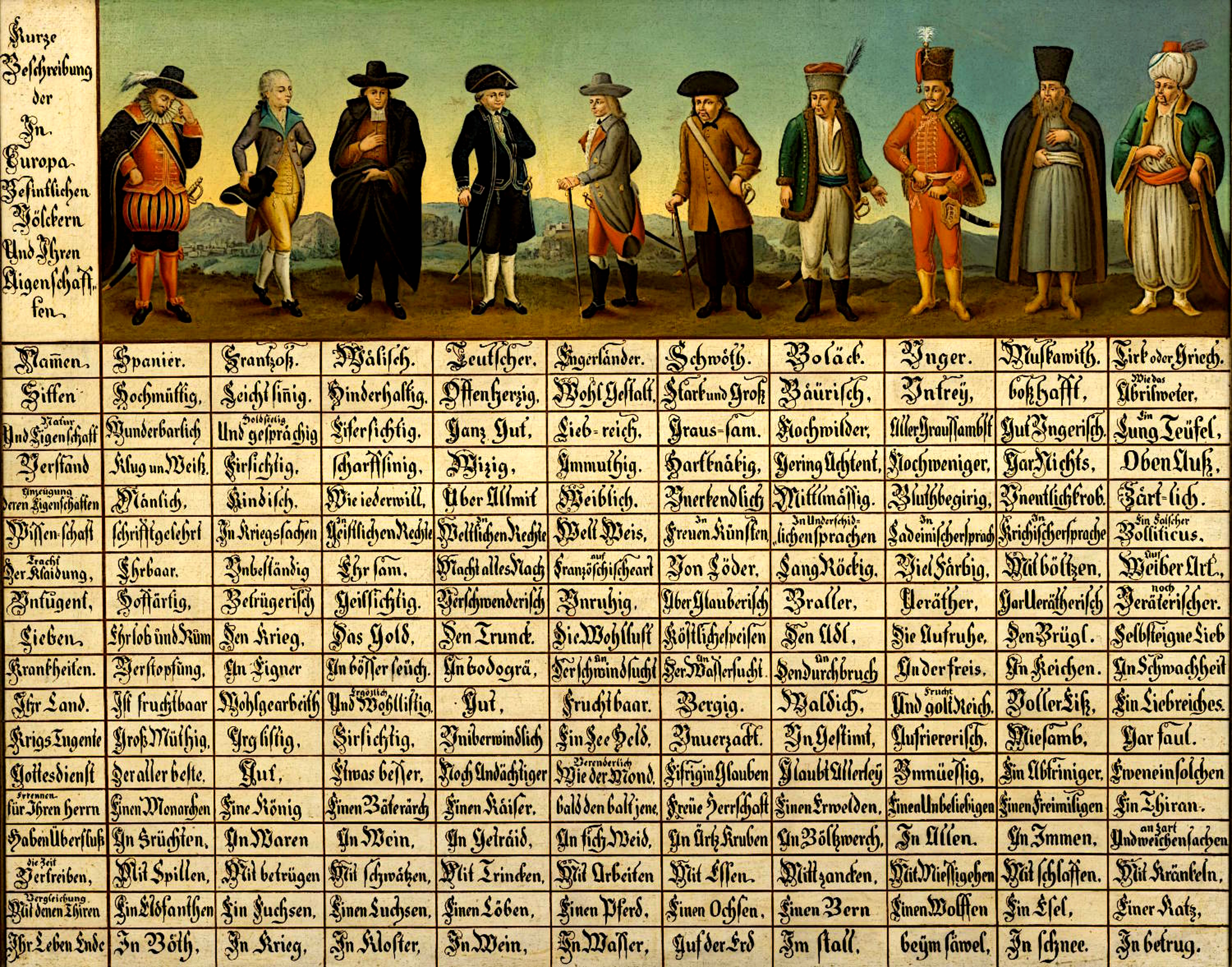
Die Steirische Völkertafel (unbekannter Maler, 18. Jahrhundert)